# One More Dream
《One More Dream》是日本女子樂團SPEED的第12張單曲。2001年12月12日，在SPEED2000年解散之後第一次再結成時發行。
2001年10月6日，由於為1995年阪神大地震災區復興的慈善目的，已經解散的SPEED「一夜期限」再結成，舉行慈善演唱會。在演唱會中演唱他們多首經典歌曲，還演繹了新歌曲《One More Dream》。
12月12日，SPEED解散之後的首張單曲《One More Dream》發行。以這首歌命名的演唱會現場專輯《SPEED MEMORIAL LIVE “One More Dream” + Remix!!!》也在12月19日發行。單曲完全初回生產10萬張，沒有追加生產。在Oricon週間排行榜上最高排行第5位，在榜期間銷量為136,310張。
單曲的B面為SPEED其中一首代表作《White Love》的新錄制版本。
《One More Dream》沒有收錄於SPEED後來的專輯中。
這張單曲也是SPEED最後一張在TOY'S FACTORY發行的單曲，之後SPEED移籍到SONIC GROOVE。

## 收錄曲目
1. One More Dream
2. White Love（New Recording）
3. One More Dream